# دانيال بيكوك (ممثل)
دانيال بيكوك (بالإنجليزية: Daniel Peacock)‏ هو كاتب وكاتب سيناريو ومخرج وممثل بريطاني، ولد في 2 أكتوبر 1958 في لندن في المملكة المتحدة.

## وصلات خارجية
- دانيال بيكوك على موقع IMDb (الإنجليزية)
- دانيال بيكوك على موقع ألو سيني (الفرنسية)
- دانيال بيكوك على موقع أول موفي (الإنجليزية)
- دانيال بيكوك على موقع قاعدة بيانات الأفلام السويدية (السويدية)
- دانيال بيكوك على موقع قاعدة بيانات الفيلم (الإنجليزية)
- دانيال بيكوك على موقع كينوبويسك (الروسية)